# Pirk (Oberviechtach)
Pirk ist ein Ortsteil der Stadt Oberviechtach im Oberpfälzer Landkreis Schwandorf in Bayern.

## Geographische Lage
Das Dorf Pirk liegt auf einer freien Hochfläche am Fuß des 750 m hohen Stangenberges. Nördlich am Hang des Stangenberges ist eine Silbergrube eingezeichnet, was daran erinnert, dass hier am Stangenberg bereits im 16. Jahrhundert zahlreiche und intensive Versuche unternommen wurden, Gold und Silber abzubauen, ohne dass es dabei je zu Erfolgen gekommen wäre.

## Geschichte
Erstmals wurde Pirk im Musterungsprotokoll von 1587 schriftlich genannt. Pirk gehörte zur Pfarrei Pullenried und zur Gemeinde Langau.
Im Zuge des Gemeindeedikts war im Juli 1818 zunächst die Bildung einer eigenen Gemeinde Pirk vorgesehen. Die Regierung des Regenkreises ordnete wegen der zu niedrigen Bevölkerungszahl von Pirk (14 Familien) einen Anschluss an die Gemeinde Oberlangau an, die ihrerseits im März 1830 nach Mitterlangau (spätere Gemeinde Langau) eingemeindet wurde.
Zum Stichtag 23. März 1913 (Osterfest) wurde Pirk als Teil der Pfarrei Pullenried mit 17 Häusern und 112 Einwohnern aufgeführt. Am 31. Dezember 1969 hatte die Gemeinde Langau 397 Einwohner. Zu ihr gehörten neben Ober-, Mitter- und Unterlangau noch Pirk, Brandhäuser, Tannermühle, Gütting, Waldhäusl und Bockhaus. Am 31. Dezember 1990 hatte Pirk 64 Einwohner und gehörte zur Pfarrei Pullenried und zur Gemeinde Oberviechtach.